# 中国四国管区警察局
中国四国管区警察局（ちゅうごくしこくかんくけいさつきょく、Chugoku Shikoku Regional Police Bureau）は、警察庁の地方機関である管区警察局の一つである。

## 概要
中国四国管区警察局は、警察庁の地方機関として位置づけられている管区警察局の一つである。管区警察局は警察庁の所掌事務を分掌するものとされており、中国四国管区警察局の場合は鳥取県、島根県、岡山県、広島県、山口県、徳島県、香川県、愛媛県、高知県を管轄区域として分掌している。なお、中国四国管区警察局の管轄区域は9県に及ぶ広大な地域であるため、そのうち徳島県、香川県、愛媛県、高知県の4県を四国警察支局に管轄させている。
中国四国管区警察局では、管轄区域において広域犯罪・大規模災害・国の公安に関わる事案に対応するとともに、鳥取県警察、島根県警察、岡山県警察、広島県警察、山口県警察、徳島県警察、香川県警察、愛媛県警察、高知県警察に対する指導・調整、教育訓練、監察、情報通信ネットワークの維持管理などを担っている。具体的には、広報・情報公開、福利厚生、警察教養、監察、表彰、会計、犯罪・事故、組織犯罪対策、高速道路上の交通警察、災害対策に対する業務を所管する。長は局長であり、警視監が充てられる。

## 沿革
従来、警察庁の地方機関である管区警察局としては、鳥取県、島根県、岡山県、広島県、山口県の5県を管轄する中国管区警察局と、徳島県、香川県、愛媛県、高知県の4県を管轄する四国管区警察局が存在した。しかし、2019年（平成31年）4月1日に改正警察法が施行され、中国管区警察局と四国管区警察局は統合され、中国四国管区警察局が発足した。

## 組織
| 中国四国管区警察局   |                      |                    |        |
|                      | 総務監察・広域調整部 | 警務課             | 警務課 |
| 監察課               | 総務監察・広域調整部 |                    |        |
| 会計課               | 総務監察・広域調整部 |                    |        |
| 広域調整第一課       | 総務監察・広域調整部 |                    |        |
| 広域調整第二課       | 総務監察・広域調整部 | 広域緊急援助隊     |        |
| 高速道路管理室       | 総務監察・広域調整部 | 早島分室           |        |
| 情報通信部           | 通信庶務課           | 通信庶務課         |        |
| 情報通信部           | 機動通信課           |                    |        |
| 情報通信部           | 通信施設課           |                    |        |
| 情報通信部           | 情報技術解析課       |                    |        |
| 鳥取県情報通信部     |                      |                    |        |
| 島根県情報通信部     |                      |                    |        |
| 岡山県情報通信部     |                      |                    |        |
| 広島県情報通信部     |                      |                    |        |
| 山口県情報通信部     |                      |                    |        |
| 中国四国管区警察学校 | 庶務部               | 庶務課             |        |
| 中国四国管区警察学校 | 庶務部               | 会計課             |        |
| 中国四国管区警察学校 | 教務部               | 教務科             |        |
| 中国四国管区警察学校 | 教務部               | 生活安全刑事教官室 |        |
| 中国四国管区警察学校 | 教務部               | 交通警備教官室     |        |
| 中国四国管区警察学校 | 指導部               | 学生科             |        |
| 中国四国管区警察学校 | 指導部               | 警務術科教官室     |        |
| 四国警察支局         |                      |                    |        |
|                      | 警務・監察課         |                    |        |
| 会計課               |                      |                    |        |
| 広域調整課           |                      |                    |        |
| 高速道路管理室       |                      |                    |        |
| 情報通信部           | 通信庶務・施設課     | 通信庶務・施設課   |        |
| 情報通信部           | 機動通信課           |                    |        |
| 情報通信部           | 情報技術解析課       |                    |        |
| 徳島県情報通信部     |                      |                    |        |
| 香川県情報通信部     |                      |                    |        |
| 愛媛県情報通信部     |                      |                    |        |
| 高知県情報通信部     |                      |                    |        |

## 所在地
- 広島県広島市中区上八丁堀6番30号（広島合同庁舎1号館）

## 歴代局長
| 代 | 氏名       | 在任期間                      | 前職                               | 後職             |
| -- | ---------- | ----------------------------- | ---------------------------------- | ---------------- |
| 1  | 鈴木三男   | 2019年4月1日 - 2019年9月9日   | 中国管区警察局長兼四国管区警察局長 | 辞職             |
| 2  | 藤村博之   | 2019年9月9日 - 2020年8月6日   | 警察庁刑事局組織犯罪対策部長       | 辞職             |
| 3  | 小嶋典明   | 2020年8月6日 - 2021年8月30日  | 静岡県警察本部長                   | 近畿管区警察局長 |
| 4  | 千野啓太郎 | 2021年8月30日 - 2022年9月5日  | 宮城県警察本部長                   | 辞職             |
| 5  | 森内彰     | 2022年9月5日 - 2023年8月25日  | 広島県警察本部長                   | 預金保険機構理事 |
| 6  | 根本純史   | 2023年8月25日 - 2024年8月26日 | 九州管区警察局総務監察部長         | 辞職             |
| 7  | 村田達哉   | 2024年8月26日 - 2025年4月1日  | 警察庁長官官房付                   | 近畿管区警察局長 |
| 8  | 村井紀之   | 2025年4月1日 -                | 兵庫県警察本部長                   |                  |